# Joseph Patrick Dwyer
Joseph Patrick Dwyer (* 1977 in Wagram im Suffolk County, New York; † 29. Juni 2008 in Pinehurst, North Carolina) gilt in der US-amerikanischen Presse als der erste Kriegsheld im Irak-Krieg.

## Leben
Er wuchs in Wagram im Suffolk County im Bundesstaat New York auf. Seine drei Brüder waren in Manhattan bei der Polizei beschäftigt. Der Terroranschlag vom 11. September 2001 auf das World Trade Center beeinflusste ihn so sehr, dass er sich am 13. September 2001 zu den US-Streitkräften meldete. Er wurde zum Sanitäter ausgebildet und diente in der 3. Schwadron des 7. Kavallerieregiments der 3. US-Infanteriedivision.
Am 25. März 2003 wurde seine Einheit südlich von Bagdad bei Al Faysaliyah in ein Gefecht mit irakischen Milizen verwickelt. Einen Tag vorher wurde sein Humvee von einem Geschoss getroffen, wobei er unverletzt blieb. Bei dem Gefecht wurden auch irakische Zivilisten verwundet, darunter ein vierjähriger Junge mit einer Wunde am Bein. Dwyer nahm den Jungen auf die Arme, um ihn einer medizinischen Versorgung zuzuführen.
In diesem Augenblick kam ihm der Photoreporter Warren Zinn von der Zeitschrift Army Times entgegen, der Dwyer spontan bei seiner Hilfsaktion fotografierte. Dieses Foto erschien kurz danach auf der Titelseite der Zeitung USA Today und vielen anderen Zeitungen. Auch im Fernsehen wurde es gezeigt. Seine Eltern gaben viele Interviews über ihren nun landesweit bekannten Sohn. Doch dieser ahnte im Irak vorerst überhaupt nicht, dass er der erste Kriegsheld der US-Streitkräfte im Irak geworden war.
Als er wieder in die Vereinigten Staaten zurückkam, bemerkte seine Frau Marina, mit der er erst seit dem 15. Februar 2003 verheiratet war, dass er sich psychisch verändert hatte. Er neigte zu alkoholischen Getränken, zum Inhalieren von Substanzen und Albträumen. Anfang 2005, als er in El Paso, Texas wohnte, verursachte er mit seinem Fahrzeug einen Unfall, weil er glaubte, auf der Straße eine Bombe gesehen zu haben. Im Oktober 2005 schoss er auf vermeintliche Iraker, die er glaubte, gesehen zu haben, als diese ihn angreifen wollten.
Medizinische Hilfe von Seiten der US-Streitkräfte erhielt er anfangs vom William Beaumont Army Medical Center in El Paso. Doch im Laufe der Jahre konnte ihn diese Hilfeleistung nicht aus seinen psychischen Belastungen befreien. Später zog er nach Pinehurst, North Carolina. Dort verstarb er nach exzessivem Inhalieren von Gasen zwecks Sedierung aus einer Sprühdose am 29. Juni 2008. In einer Äußerung gegenüber seiner Familie hatte er ausgedrückt, es wäre wohl besser für ihn gewesen, er wäre ein unbekannter Soldat geblieben.